# Clorkyuygenita
La clorkyuygenita és un mineral de la classe dels òxids que pertany al grup de la mayenita. Originalment va ser anomenada simplement kyuygenita, rebent el nom de la muntanya Kyuygen-Kaya, a la part nord de la caldera superior de Chegem, la seva localitat tipus. El 2013 es va canviar el nom a l'actual.

## Característiques
La clorkyuygenita és un òxid de fórmula química Ca₁₂Al14O32[(H₂O)₄Cl₂]. Cristal·litza en el sistema isomètric. La seva duresa a l'escala de Mohs es troba entre 5 i 5,5.

## Formació i jaciments
Va ser descoberta al mont Lakargi, situat a la part nord de la caldera superior del Chegem, dins la regió Kabardino-Balkària (Rússia). També ha estat descrita a la formació Hatrurim, a l'Orient Mitjà, sent juntament amb la localitat tipus els únics indrets a tot el planeta on ha estat descrita aquesta espècie mineral.